# Eleições legislativas de 2009 em Guimarães

## Resultados Oficiais
| Partido                 | Partido                        | Votos   | %               | +/-   |
| ----------------------- | ------------------------------ | ------- | --------------- | ----- |
|                         | Partido Socialista             | 44 710  | 47,14 / 100,00  | 3,13  |
|                         | Partido Social Democrata       | 23 580  | 24,86 / 100,00  | 1,06  |
|                         | CDS – Partido Popular          | 7 851   | 8,28 / 100,00   | 1,26  |
|                         | Bloco de Esquerda              | 7 818   | 8,24 / 100,00   | 3,08  |
|                         | Coligação Democrática Unitária | 6 272   | 6,61 / 100,00   | 0,81  |
|                         | PCTP/MRPP                      | 953     | 1,00 / 100,00   | 0,07  |
|                         | Outros                         | 1 627   | 1,72 / 100,00   |       |
| Votos Inválidos         | Votos Inválidos                | 2 031   | 2,14 / 100,00   | 0,25  |
| Total                   | Total                          | 94 842  | 100,00 / 100,00 |       |
| Eleitorado/Participação | Eleitorado/Participação        | 141 573 | 66,99 / 100,00  | 4,50  |
| Fonte                   | Fonte                          | [ 1 ]   | [ 1 ]           | [ 1 ] |

## Resultados por Freguesia
Os resultados seguintes referem-se aos partidos que obtiveram mais de 1,00% dos votos:
| Freguesia                       | %     | %     | %     | %     | %     | %    | Votantes |
| Freguesia                       | PS    | PSD   | CDS   | BE    | CDU   | PCTP | Votantes |
| ------------------------------- | ----- | ----- | ----- | ----- | ----- | ---- | -------- |
| Abação São Tomé                 | 42,71 | 29,56 | 10,04 | 6,69  | 4,30  | 1,35 | 1 255    |
| Airão Santa Maria               | 41,96 | 30,42 | 10,22 | 8,08  | 4,45  | 0,58 | 1 213    |
| Airão São João Batista          | 40,71 | 35,30 | 11,15 | 6,08  | 2,20  | 0,51 | 592      |
| Aldão                           | 45,92 | 24,08 | 10,85 | 7,04  | 6,34  | 1,13 | 710      |
| Arosa                           | 46,10 | 26,02 | 12,27 | 6,69  | 3,72  | 1,12 | 269      |
| Atães                           | 50,33 | 21,44 | 9,96  | 6,56  | 3,83  | 0,77 | 914      |
| Azurém                          | 41,97 | 24,56 | 10,35 | 11,06 | 7,40  | 1,04 | 5 109    |
| Balazar                         | 47,40 | 27,68 | 7,61  | 3,46  | 5,88  | 1,38 | 289      |
| Barco                           | 39,83 | 35,91 | 9,80  | 5,27  | 4,41  | 0,25 | 816      |
| Briteiros Salvador              | 41,98 | 32,90 | 5,02  | 5,02  | 10,05 | 0,81 | 617      |
| Briteiros Santa Leocádia        | 34,28 | 34,28 | 13,10 | 4,80  | 8,30  | 0,66 | 458      |
| Briteiros Santo Estêvão         | 42,69 | 33,67 | 10,46 | 4,15  | 4,30  | 1,29 | 698      |
| Brito                           | 48,77 | 24,38 | 6,11  | 7,54  | 8,96  | 0,80 | 2 879    |
| Caldelas                        | 43,23 | 30,74 | 7,52  | 7,35  | 5,81  | 1,35 | 3 565    |
| Calvos                          | 62,70 | 17,58 | 8,59  | 3,32  | 3,13  | 0,59 | 512      |
| Candoso Santiago                | 48,99 | 21,43 | 8,40  | 9,36  | 6,91  | 1,40 | 1 143    |
| Candoso São Martinho            | 51,32 | 18,90 | 4,75  | 8,24  | 12,88 | 1,06 | 947      |
| Castelões                       | 36,23 | 35,27 | 5,31  | 9,18  | 5,31  | 0,97 | 207      |
| Conde                           | 60,72 | 9,14  | 4,03  | 13,60 | 7,94  | 1,09 | 919      |
| Corvite                         | 54,13 | 16,97 | 10,09 | 6,42  | 4,82  | 0,23 | 436      |
| Costa                           | 43,16 | 28,59 | 9,60  | 9,90  | 4,28  | 0,45 | 2 011    |
| Creixomil                       | 40,64 | 28,10 | 9,65  | 9,08  | 7,63  | 0,89 | 5 399    |
| Donim                           | 41,81 | 29,20 | 12,83 | 6,19  | 4,42  | 0,88 | 452      |
| Fermentões                      | 54,15 | 20,17 | 7,84  | 7,70  | 5,68  | 1,08 | 2 870    |
| Figueiredo                      | 36,10 | 34,66 | 15,16 | 3,97  | 4,33  | 0,72 | 277      |
| Gandarela                       | 49,30 | 11,69 | 3,94  | 7,32  | 22,82 | 1,55 | 710      |
| Gémeos                          | 50,96 | 27,88 | 13,78 | 2,56  | 2,24  | 0    | 312      |
| Gominhães                       | 46,36 | 25,17 | 11,59 | 8,61  | 4,30  | 0,99 | 302      |
| Gonça                           | 49,06 | 26,10 | 10,06 | 6,60  | 2,52  | 1,42 | 636      |
| Gondar                          | 50,63 | 16,51 | 4,11  | 9,60  | 15,43 | 1,43 | 1 750    |
| Gondomar                        | 52,40 | 28,14 | 7,49  | 4,49  | 2,40  | 1,80 | 334      |
| Guardizela                      | 55,32 | 20,71 | 5,75  | 7,51  | 6,34  | 1,18 | 1 531    |
| Guimarães - Oliveira do Castelo | 35,46 | 32,68 | 12,08 | 8,87  | 5,65  | 1,04 | 2 301    |
| Guimarães - São Paio            | 35,57 | 31,06 | 10,58 | 9,94  | 7,78  | 1,15 | 2 173    |
| Guimarães - São Sebastião       | 30,06 | 37,22 | 15,38 | 7,23  | 5,41  | 0,84 | 1 424    |
| Infantas                        | 47,87 | 24,13 | 8,90  | 7,32  | 5,14  | 1,19 | 1 011    |
| Leitões                         | 34,85 | 28,54 | 16,92 | 7,07  | 6,31  | 1,52 | 396      |
| Longos                          | 40,38 | 33,58 | 14,09 | 3,90  | 3,14  | 1,76 | 795      |
| Lordelo                         | 52,11 | 23,55 | 6,55  | 7,70  | 5,02  | 1,23 | 2 612    |
| Mascotelos                      | 46,30 | 24,12 | 5,21  | 9,94  | 8,73  | 1,09 | 825      |
| Mesão Frio                      | 41,29 | 28,26 | 8,28  | 11,48 | 5,65  | 0,99 | 2 318    |
| Moreira de Cónegos              | 61,26 | 15,07 | 3,68  | 7,17  | 9,34  | 1,16 | 3 265    |
| Nespereira                      | 57,81 | 18,93 | 5,83  | 8,97  | 4,14  | 0,75 | 1 595    |
| Oleiros                         | 41,94 | 31,67 | 18,18 | 3,81  | 0,88  | 0,29 | 341      |
| Pencelo                         | 46,63 | 20,49 | 9,84  | 9,70  | 7,95  | 1,35 | 742      |
| Pinheiro                        | 55,59 | 16,76 | 9,31  | 6,91  | 6,12  | 0,93 | 752      |
| Polvoreira                      | 59,85 | 17,78 | 5,62  | 7,51  | 4,97  | 0,82 | 2 436    |
| Ponte                           | 50,88 | 20,21 | 6,69  | 9,66  | 7,19  | 1,37 | 3 365    |
| Prazins Santa Eufémia           | 47,27 | 29,23 | 7,38  | 4,92  | 7,10  | 0,96 | 732      |
| Prazins Santo Tirso             | 44,60 | 25,74 | 12,77 | 5,11  | 5,11  | 1,96 | 509      |
| Rendufe                         | 48,32 | 20,95 | 8,38  | 6,42  | 6,42  | 1,68 | 358      |
| Ronfe                           | 49,66 | 26,38 | 6,68  | 8,57  | 4,51  | 0,72 | 2 904    |
| Sande São Clemente              | 40,40 | 31,60 | 10,88 | 5,01  | 6,81  | 0,85 | 1 057    |
| Sande São Lourenço              | 41,56 | 38,24 | 6,06  | 6,49  | 3,90  | 0,43 | 693      |
| Sande São Martinho              | 43,31 | 34,51 | 7,88  | 5,80  | 4,40  | 0,49 | 1 637    |
| Sande Vila Nova                 | 49,87 | 24,04 | 9,24  | 7,87  | 4,45  | 0,60 | 1 169    |
| São Faustino                    | 50,75 | 23,54 | 9,35  | 8,01  | 3,84  | 1,00 | 599      |
| São Torcato                     | 50,78 | 24,33 | 7,66  | 7,80  | 3,33  | 0,61 | 2 129    |
| Selho São Cristóvão             | 48,98 | 18,11 | 6,15  | 11,57 | 10,58 | 1,39 | 1 513    |
| Selho São Jorge                 | 47,74 | 19,69 | 6,10  | 10,17 | 11,55 | 1,07 | 3 540    |
| Selho São Lourenço              | 53,81 | 19,19 | 7,06  | 9,22  | 5,74  | 1,88 | 1 063    |
| Serzedelo                       | 53,85 | 15,30 | 4,53  | 10,56 | 11,28 | 1,15 | 2 340    |
| Serzedo                         | 46,68 | 29,52 | 11,30 | 5,59  | 3,06  | 1,06 | 752      |
| Silvares                        | 50,60 | 23,28 | 8,13  | 7,69  | 5,97  | 0,82 | 1 340    |
| Souto Santa Maria               | 49,88 | 24,70 | 10,65 | 6,30  | 3,15  | 0,97 | 413      |
| Souto São Salvador              | 42,57 | 29,94 | 12,02 | 5,91  | 2,65  | 0,81 | 491      |
| Tabuadelo                       | 50,85 | 26,18 | 6,78  | 6,31  | 5,37  | 0,85 | 1 062    |
| Urgezes                         | 45,04 | 27,96 | 9,73  | 8,49  | 4,22  | 0,77 | 3 226    |
| Vermil                          | 36,06 | 34,62 | 13,58 | 7,57  | 3,37  | 0,60 | 832      |
| Guimarães                       | 47,14 | 24,86 | 8,28  | 8,24  | 6,61  | 1,00 | 94 842   |

#### Abação São Tomé
| Partido                 | Partido                        | Votos | %               | +/-  |
| ----------------------- | ------------------------------ | ----- | --------------- | ---- |
|                         | Partido Socialista             | 536   | 42,71 / 100,00  | 3,32 |
|                         | Partido Social Democrata       | 371   | 29,56 / 100,00  | 2,66 |
|                         | CDS – Partido Popular          | 126   | 10,04 / 100,00  | 1,05 |
|                         | Bloco de Esquerda              | 84    | 6,69 / 100,00   | 2,85 |
|                         | Coligação Democrática Unitária | 54    | 4,30 / 100,00   | 0,03 |
|                         | PCTP/MRPP                      | 17    | 1,35 / 100,00   | 0,45 |
|                         | Outros                         | 37    | 2,96 / 100,00   |      |
| Votos Inválidos         | Votos Inválidos                | 30    | 2,40 / 100,00   | 1,67 |
| Total                   | Total                          | 1 255 | 100,00 / 100,00 |      |
| Eleitorado/Participação | Eleitorado/Participação        | 1 863 | 67,36 / 100,00  | 3,37 |

#### Airão Santa Maria
| Partido                 | Partido                        | Votos | %               | +/-  |
| ----------------------- | ------------------------------ | ----- | --------------- | ---- |
|                         | Partido Socialista             | 509   | 41,96 / 100,00  | 4,66 |
|                         | Partido Social Democrata       | 369   | 30,42 / 100,00  | 2,14 |
|                         | CDS – Partido Popular          | 124   | 10,22 / 100,00  | 2,26 |
|                         | Bloco de Esquerda              | 98    | 8,08 / 100,00   | 2,85 |
|                         | Coligação Democrática Unitária | 54    | 4,45 / 100,00   | 1,40 |
|                         | Outros                         | 26    | 2,14 / 100,00   |      |
| Votos Inválidos         | Votos Inválidos                | 33    | 2,72 / 100,00   | 1,03 |
| Total                   | Total                          | 1 213 | 100,00 / 100,00 |      |
| Eleitorado/Participação | Eleitorado/Participação        | 1 615 | 75,11 / 100,00  | 2,54 |

#### Airão São João Baptista
| Partido                 | Partido                        | Votos | %               | +/-   |
| ----------------------- | ------------------------------ | ----- | --------------- | ----- |
|                         | Partido Socialista             | 241   | 40,71 / 100,00  | 6,66  |
|                         | Partido Social Democrata       | 209   | 35,30 / 100,00  | 1,72  |
|                         | CDS – Partido Popular          | 66    | 11,15 / 100,00  | 0,65  |
|                         | Bloco de Esquerda              | 36    | 6,08 / 100,00   | 3,90  |
|                         | Coligação Democrática Unitária |       | 2,20 / 100,00   | Baixa |
|                         | Outros                         | 6     | 1,02 / 100,00   |       |
| Votos Inválidos         | Votos Inválidos                | 21    | 3,55 / 100,00   | 2,28  |
| Total                   | Total                          | 592   | 100,00 / 100,00 |       |
| Eleitorado/Participação | Eleitorado/Participação        | 776   | 76,29 / 100,00  | 3,12  |

#### Aldão
| Partido                 | Partido                        | Votos | %               | +/-  |
| ----------------------- | ------------------------------ | ----- | --------------- | ---- |
|                         | Partido Socialista             | 326   | 45,92 / 100,00  | 4,34 |
|                         | Partido Social Democrata       | 171   | 24,08 / 100,00  | 3,51 |
|                         | CDS – Partido Popular          | 77    | 10,85 / 100,00  | 3,29 |
|                         | Bloco de Esquerda              | 50    | 7,04 / 100,00   | 3,53 |
|                         | Coligação Democrática Unitária | 45    | 6,34 / 100,00   | 2,65 |
|                         | PCTP/MRPP                      | 8     | 1,13 / 100,00   | 0,43 |
|                         | Outros                         | 14    | 1,97 / 100,00   |      |
| Votos Inválidos         | Votos Inválidos                | 19    | 2,68 / 100,00   | 2,42 |
| Total                   | Total                          | 710   | 100,00 / 100,00 |      |
| Eleitorado/Participação | Eleitorado/Participação        | 1 079 | 65,80 / 100,00  | 4,02 |

#### Arosa
| Partido                 | Partido                        | Votos | %               | +/-  |
| ----------------------- | ------------------------------ | ----- | --------------- | ---- |
|                         | Partido Socialista             | 124   | 46,10 / 100,00  | 7,56 |
|                         | Partido Social Democrata       | 70    | 26,02 / 100,00  | 0,81 |
|                         | CDS – Partido Popular          | 33    | 12,27 / 100,00  | 9,24 |
|                         | Bloco de Esquerda              | 18    | 6,69 / 100,00   | 1,20 |
|                         | Coligação Democrática Unitária | 10    | 3,72 / 100,00   | 1,46 |
|                         | PCTP/MRPP                      | 3     | 1,12 / 100,00   | 0,71 |
|                         | Movimento Mérito e Sociedade   | 3     | 1,12 / 100,00   | Novo |
|                         | Outros                         | 4     | 1,49 / 100,00   |      |
| Votos Inválidos         | Votos Inválidos                | 4     | 1,49 / 100,00   | 0,28 |
| Total                   | Total                          | 269   | 100,00 / 100,00 |      |
| Eleitorado/Participação | Eleitorado/Participação        | 532   | 50,56 / 100,00  | 7,29 |

#### Atães
| Partido                 | Partido                        | Votos | %               | +/-  |
| ----------------------- | ------------------------------ | ----- | --------------- | ---- |
|                         | Partido Socialista             | 460   | 50,33 / 100,00  | 4,96 |
|                         | Partido Social Democrata       | 196   | 21,44 / 100,00  | 4,24 |
|                         | CDS – Partido Popular          | 91    | 9,96 / 100,00   | 3,77 |
|                         | Bloco de Esquerda              | 60    | 6,56 / 100,00   | 2,73 |
|                         | Coligação Democrática Unitária | 35    | 3,83 / 100,00   | 1,01 |
|                         | Partido da Nova Democracia     | 10    | 1,09 / 100,00   | 0,37 |
|                         | Outros                         | 30    | 3,27 / 100,00   |      |
| Votos Inválidos         | Votos Inválidos                | 32    | 3,50 / 100,00   | 0,91 |
| Total                   | Total                          | 914   | 100,00 / 100,00 |      |
| Eleitorado/Participação | Eleitorado/Participação        | 1 526 | 59,90 / 100,00  | 6,22 |

#### Azurém
| Partido                 | Partido                        | Votos | %               | +/-  |
| ----------------------- | ------------------------------ | ----- | --------------- | ---- |
|                         | Partido Socialista             | 2 144 | 41,97 / 100,00  | 5,06 |
|                         | Partido Social Democrata       | 1 255 | 24,56 / 100,00  | 0,62 |
|                         | Bloco de Esquerda              | 565   | 11,06 / 100,00  | 3,79 |
|                         | CDS – Partido Popular          | 529   | 10,35 / 100,00  | 2,15 |
|                         | Coligação Democrática Unitária | 378   | 7,40 / 100,00   | 0,74 |
|                         | PCTP/MRPP                      | 53    | 1,04 / 100,00   | 0,27 |
|                         | Outros                         | 75    | 1,48 / 100,00   |      |
| Votos Inválidos         | Votos Inválidos                | 110   | 2,15 / 100,00   | 0,23 |
| Total                   | Total                          | 5 109 | 100,00 / 100,00 |      |
| Eleitorado/Participação | Eleitorado/Participação        | 7 662 | 66,68 / 100,00  | 4,35 |

#### Balazar
| Partido                 | Partido                        | Votos | %               | +/-  |
| ----------------------- | ------------------------------ | ----- | --------------- | ---- |
|                         | Partido Socialista             | 137   | 47,40 / 100,00  | 1,95 |
|                         | Partido Social Democrata       | 80    | 27,68 / 100,00  | 0,23 |
|                         | CDS – Partido Popular          | 22    | 7,61 / 100,00   | 2,19 |
|                         | Coligação Democrática Unitária | 17    | 5,88 / 100,00   | 1,30 |
|                         | Bloco de Esquerda              | 10    | 3,46 / 100,00   | 0,19 |
|                         | PCTP/MRPP                      | 4     | 1,38 / 100,00   | 1,05 |
|                         | Outros                         | 6     | 2,07 / 100,00   |      |
| Votos Inválidos         | Votos Inválidos                | 13    | 4,50 / 100,00   | 1,56 |
| Total                   | Total                          | 289   | 100,00 / 100,00 |      |
| Eleitorado/Participação | Eleitorado/Participação        | 513   | 56,34 / 100,00  | 4,62 |

#### Barco
| Partido                 | Partido                        | Votos | %               | +/-  |
| ----------------------- | ------------------------------ | ----- | --------------- | ---- |
|                         | Partido Socialista             | 325   | 39,83 / 100,00  | 1,35 |
|                         | Partido Social Democrata       | 293   | 35,91 / 100,00  | 7,46 |
|                         | CDS – Partido Popular          | 80    | 9,80 / 100,00   | 2,05 |
|                         | Bloco de Esquerda              | 43    | 5,27 / 100,00   | 3,47 |
|                         | Coligação Democrática Unitária | 36    | 4,41 / 100,00   | 0,29 |
|                         | Outros                         | 22    | 2,69 / 100,00   |      |
| Votos Inválidos         | Votos Inválidos                | 17    | 2,08 / 100,00   | 0,40 |
| Total                   | Total                          | 816   | 100,00 / 100,00 |      |
| Eleitorado/Participação | Eleitorado/Participação        | 1 269 | 64,30 / 100,00  | 8,66 |

#### Briteiros Salvador
| Partido                 | Partido                        | Votos | %               | +/-  |
| ----------------------- | ------------------------------ | ----- | --------------- | ---- |
|                         | Partido Socialista             | 259   | 41,98 / 100,00  | 0,03 |
|                         | Partido Social Democrata       | 203   | 32,90 / 100,00  | 1,08 |
|                         | Coligação Democrática Unitária | 62    | 10,05 / 100,00  | 2,49 |
|                         | Bloco de Esquerda              | 31    | 5,02 / 100,00   | 2,51 |
|                         | CDS – Partido Popular          | 31    | 5,02 / 100,00   | 0,62 |
|                         | Outros                         | 22    | 3,55 / 100,00   |      |
| Votos Inválidos         | Votos Inválidos                | 9     | 1,46 / 100,00   | 1,05 |
| Total                   | Total                          | 617   | 100,00 / 100,00 |      |
| Eleitorado/Participação | Eleitorado/Participação        | 1 128 | 54,70 / 100,00  | 6,47 |

#### Briteiros Santa Leocádia
| Partido                 | Partido                        | Votos | %               | +/-  |
| ----------------------- | ------------------------------ | ----- | --------------- | ---- |
|                         | Partido Socialista             | 157   | 34,28 / 100,00  | 2,86 |
|                         | Partido Social Democrata       | 157   | 34,28 / 100,00  | 2,44 |
|                         | CDS – Partido Popular          | 60    | 13,10 / 100,00  | 0,44 |
|                         | Coligação Democrática Unitária | 38    | 8,30 / 100,00   | 0,42 |
|                         | Bloco de Esquerda              | 22    | 4,80 / 100,00   | 3,35 |
|                         | Outros                         | 12    | 2,62 / 100,00   |      |
| Votos Inválidos         | Votos Inválidos                | 12    | 2,62 / 100,00   | 1,80 |
| Total                   | Total                          | 458   | 100,00 / 100,00 |      |
| Eleitorado/Participação | Eleitorado/Participação        | 747   | 61,31 / 100,00  | 6,58 |

#### Briteiros São Estêvão
| Partido                 | Partido                        | Votos | %               | +/-  |
| ----------------------- | ------------------------------ | ----- | --------------- | ---- |
|                         | Partido Socialista             | 298   | 42,69 / 100,00  | 2,45 |
|                         | Partido Social Democrata       | 235   | 33,67 / 100,00  | 4,20 |
|                         | CDS – Partido Popular          | 73    | 10,46 / 100,00  | 4,39 |
|                         | Coligação Democrática Unitária | 30    | 4,30 / 100,00   | 1,17 |
|                         | Bloco de Esquerda              | 29    | 4,15 / 100,00   | 0,73 |
|                         | PCTP/MRPP                      | 9     | 1,29 / 100,00   | 0,19 |
|                         | Outros                         | 16    | 2,30 / 100,00   |      |
| Votos Inválidos         | Votos Inválidos                | 8     | 1,15 / 100,00   | 0,62 |
| Total                   | Total                          | 698   | 100,00 / 100,00 |      |
| Eleitorado/Participação | Eleitorado/Participação        | 1 227 | 56,89 / 100,00  | 8,11 |

#### Brito
| Partido                 | Partido                        | Votos | %               | +/-  |
| ----------------------- | ------------------------------ | ----- | --------------- | ---- |
|                         | Partido Socialista             | 1 404 | 48,77 / 100,00  | 1,10 |
|                         | Partido Social Democrata       | 702   | 24,38 / 100,00  | 3,49 |
|                         | Coligação Democrática Unitária | 258   | 8,96 / 100,00   | 0,94 |
|                         | Bloco de Esquerda              | 217   | 7,54 / 100,00   | 3,42 |
|                         | CDS – Partido Popular          | 176   | 6,11 / 100,00   | 0,11 |
|                         | Outros                         | 66    | 2,30 / 100,00   |      |
| Votos Inválidos         | Votos Inválidos                | 56    | 1,95 / 100,00   | 0,38 |
| Total                   | Total                          | 2 879 | 100,00 / 100,00 |      |
| Eleitorado/Participação | Eleitorado/Participação        | 4 081 | 70,55 / 100,00  | 2,42 |

#### Caldelas
| Partido                 | Partido                        | Votos | %               | +/-  |
| ----------------------- | ------------------------------ | ----- | --------------- | ---- |
|                         | Partido Socialista             | 1 541 | 43,23 / 100,00  | 2,63 |
|                         | Partido Social Democrata       | 1 096 | 30,74 / 100,00  | 0,13 |
|                         | CDS – Partido Popular          | 268   | 7,52 / 100,00   | 0,48 |
|                         | Bloco de Esquerda              | 262   | 7,35 / 100,00   | 2,08 |
|                         | Coligação Democrática Unitária | 207   | 5,81 / 100,00   | 0,93 |
|                         | PCTP/MRPP                      | 48    | 1,35 / 100,00   | 0,53 |
|                         | Outros                         | 64    | 1,80 / 100,00   |      |
| Votos Inválidos         | Votos Inválidos                | 79    | 2,21 / 100,00   | 0,48 |
| Total                   | Total                          | 3 565 | 100,00 / 100,00 |      |
| Eleitorado/Participação | Eleitorado/Participação        | 5 386 | 66,19 / 100,00  | 2,15 |

#### Calvos
| Partido                 | Partido                        | Votos | %               | +/-  |
| ----------------------- | ------------------------------ | ----- | --------------- | ---- |
|                         | Partido Socialista             | 321   | 62,70 / 100,00  | 0,38 |
|                         | Partido Social Democrata       | 90    | 17,58 / 100,00  | 0,40 |
|                         | CDS – Partido Popular          | 44    | 8,59 / 100,00   | 0,93 |
|                         | Bloco de Esquerda              | 17    | 3,32 / 100,00   | 0,20 |
|                         | Coligação Democrática Unitária | 16    | 3,13 / 100,00   | 1,42 |
|                         | Outros                         | 14    | 2,73 / 100,00   |      |
| Votos Inválidos         | Votos Inválidos                | 10    | 1,95 / 100,00   | 1,12 |
| Total                   | Total                          | 512   | 100,00 / 100,00 |      |
| Eleitorado/Participação | Eleitorado/Participação        | 851   | 60,16 / 100,00  | 1,33 |

#### Candoso Santiago
| Partido                 | Partido                        | Votos | %               | +/-  |
| ----------------------- | ------------------------------ | ----- | --------------- | ---- |
|                         | Partido Socialista             | 560   | 48,99 / 100,00  | 4,34 |
|                         | Partido Social Democrata       | 245   | 21,43 / 100,00  | 0,07 |
|                         | Bloco de Esquerda              | 107   | 9,36 / 100,00   | 4,35 |
|                         | CDS – Partido Popular          | 96    | 8,40 / 100,00   | 2,04 |
|                         | Coligação Democrática Unitária | 79    | 6,91 / 100,00   | 1,48 |
|                         | PCTP/MRPP                      | 16    | 1,40 / 100,00   | 0,43 |
|                         | Outros                         | 18    | 1,57 / 100,00   |      |
| Votos Inválidos         | Votos Inválidos                | 22    | 1,92 / 100,00   | 0,09 |
| Total                   | Total                          | 1 143 | 100,00 / 100,00 |      |
| Eleitorado/Participação | Eleitorado/Participação        | 1 607 | 71,13 / 100,00  | 4,62 |

#### Candoso São Martinho
| Partido                 | Partido                        | Votos | %               | +/-  |
| ----------------------- | ------------------------------ | ----- | --------------- | ---- |
|                         | Partido Socialista             | 486   | 51,32 / 100,00  | 1,22 |
|                         | Partido Social Democrata       | 179   | 18,90 / 100,00  | 1,26 |
|                         | Coligação Democrática Unitária | 122   | 12,88 / 100,00  | 1,94 |
|                         | Bloco de Esquerda              | 78    | 8,24 / 100,00   | 1,72 |
|                         | CDS – Partido Popular          | 45    | 4,75 / 100,00   | 0,30 |
|                         | PCTP/MRPP                      | 10    | 1,06 / 100,00   | 0,13 |
|                         | Outros                         | 6     | 0,65 / 100,00   |      |
| Votos Inválidos         | Votos Inválidos                | 21    | 2,22 / 100,00   | 0,04 |
| Total                   | Total                          | 947   | 100,00 / 100,00 |      |
| Eleitorado/Participação | Eleitorado/Participação        | 1 338 | 70,78 / 100,00  | 7,31 |

#### Castelões
| Partido                 | Partido                        | Votos | %               | +/-  |
| ----------------------- | ------------------------------ | ----- | --------------- | ---- |
|                         | Partido Socialista             | 75    | 36,23 / 100,00  | 0,75 |
|                         | Partido Social Democrata       | 73    | 35,27 / 100,00  | 1,27 |
|                         | Bloco de Esquerda              | 19    | 9,18 / 100,00   | 2,93 |
|                         | CDS – Partido Popular          | 11    | 5,31 / 100,00   | 2,86 |
|                         | Coligação Democrática Unitária | 11    | 5,31 / 100,00   | 1,42 |
|                         | Partido da Nova Democracia     | 3     | 1,45 / 100,00   | 0,01 |
|                         | Outros                         | 7     | 2,90 / 100,00   |      |
| Votos Inválidos         | Votos Inválidos                | 8     | 3,87 / 100,00   | 2,43 |
| Total                   | Total                          | 207   | 100,00 / 100,00 |      |
| Eleitorado/Participação | Eleitorado/Participação        | 357   | 57,98 / 100,00  | 3,20 |

#### Conde
| Partido                 | Partido                        | Votos | %               | +/-  |
| ----------------------- | ------------------------------ | ----- | --------------- | ---- |
|                         | Partido Socialista             | 558   | 60,72 / 100,00  | 7,20 |
|                         | Bloco de Esquerda              | 125   | 13,60 / 100,00  | 6,43 |
|                         | Partido Social Democrata       | 84    | 9,14 / 100,00   | 2,01 |
|                         | Coligação Democrática Unitária | 73    | 7,94 / 100,00   | 0,25 |
|                         | CDS – Partido Popular          | 37    | 4,03 / 100,00   | 1,07 |
|                         | PCTP/MRPP                      | 10    | 1,09 / 100,00   | 0,41 |
|                         | Outros                         | 18    | 2,06 / 100,00   |      |
| Votos Inválidos         | Votos Inválidos                | 14    | 1,52 / 100,00   | 0,04 |
| Total                   | Total                          | 919   | 100,00 / 100,00 |      |
| Eleitorado/Participação | Eleitorado/Participação        | 1 196 | 76,84 / 100,00  | 3,95 |

#### Corvite
| Partido                 | Partido                        | Votos | %               |
| ----------------------- | ------------------------------ | ----- | --------------- |
|                         | Partido Socialista             | 236   | 54,13 / 100,00  |
|                         | Partido Social Democrata       | 74    | 16,97 / 100,00  |
|                         | CDS – Partido Popular          | 44    | 10,09 / 100,00  |
|                         | Bloco de Esquerda              | 28    | 6,42 / 100,00   |
|                         | Coligação Democrática Unitária | 21    | 4,82 / 100,00   |
|                         | Outros                         | 15    | 3,44 / 100,00   |
| Votos Inválidos         | Votos Inválidos                | 18    | 4,12 / 100,00   |
| Total                   | Total                          | 436   | 100,00 / 100,00 |
| Eleitorado/Participação | Eleitorado/Participação        | 657   | 66,36 / 100,00  |

#### Costa
| Partido                 | Partido                        | Votos | %               | +/-  |
| ----------------------- | ------------------------------ | ----- | --------------- | ---- |
|                         | Partido Socialista             | 868   | 43,16 / 100,00  | 8,16 |
|                         | Partido Social Democrata       | 575   | 28,59 / 100,00  | 7,01 |
|                         | Bloco de Esquerda              | 199   | 9,90 / 100,00   | 2,78 |
|                         | CDS – Partido Popular          | 193   | 9,60 / 100,00   | 0,59 |
|                         | Coligação Democrática Unitária | 86    | 4,28 / 100,00   | 1,46 |
|                         | Outros                         | 45    | 2,24 / 100,00   |      |
| Votos Inválidos         | Votos Inválidos                | 45    | 2,24 / 100,00   | 1,21 |
| Total                   | Total                          | 2 011 | 100,00 / 100,00 |      |
| Eleitorado/Participação | Eleitorado/Participação        | 2 906 | 69,20 / 100,00  | 3,38 |

#### Creixomil
| Partido                 | Partido                        | Votos | %               | +/-  |
| ----------------------- | ------------------------------ | ----- | --------------- | ---- |
|                         | Partido Socialista             | 2 194 | 40,64 / 100,00  | 5,05 |
|                         | Partido Social Democrata       | 1 517 | 28,10 / 100,00  | 0,16 |
|                         | CDS – Partido Popular          | 521   | 9,65 / 100,00   | 1,76 |
|                         | Bloco de Esquerda              | 490   | 9,08 / 100,00   | 2,98 |
|                         | Coligação Democrática Unitária | 412   | 7,63 / 100,00   | 1,03 |
|                         | Outros                         | 128   | 2,37 / 100,00   |      |
| Votos Inválidos         | Votos Inválidos                | 137   | 2,54 / 100,00   | 0,85 |
| Total                   | Total                          | 5 399 | 100,00 / 100,00 |      |
| Eleitorado/Participação | Eleitorado/Participação        | 7 724 | 69,90 / 100,00  | 4,56 |

#### Donim
| Partido                 | Partido                        | Votos | %               | +/-  |
| ----------------------- | ------------------------------ | ----- | --------------- | ---- |
|                         | Partido Socialista             | 189   | 41,81 / 100,00  | 6,36 |
|                         | Partido Social Democrata       | 132   | 29,20 / 100,00  | 5,96 |
|                         | CDS – Partido Popular          | 58    | 12,83 / 100,00  | 5,92 |
|                         | Bloco de Esquerda              | 28    | 6,19 / 100,00   | 2,53 |
|                         | Coligação Democrática Unitária | 20    | 4,42 / 100,00   | 1,98 |
|                         | Outros                         | 13    | 2,87 / 100,00   |      |
| Votos Inválidos         | Votos Inválidos                | 12    | 2,65 / 100,00   | 0,41 |
| Total                   | Total                          | 452   | 100,00 / 100,00 |      |
| Eleitorado/Participação | Eleitorado/Participação        | 823   | 54,92 / 100,00  | 6,20 |

#### Fermentões
| Partido                 | Partido                        | Votos | %               | +/-  |
| ----------------------- | ------------------------------ | ----- | --------------- | ---- |
|                         | Partido Socialista             | 1 554 | 54,15 / 100,00  | 5,04 |
|                         | Partido Social Democrata       | 579   | 20,17 / 100,00  | 1,02 |
|                         | CDS – Partido Popular          | 225   | 7,84 / 100,00   | 1,90 |
|                         | Bloco de Esquerda              | 221   | 7,70 / 100,00   | 2,76 |
|                         | Coligação Democrática Unitária | 163   | 5,68 / 100,00   | 0,14 |
|                         | PCTP/MRPP                      | 31    | 1,08 / 100,00   | 0,40 |
|                         | Outros                         | 36    | 1,25 / 100,00   |      |
| Votos Inválidos         | Votos Inválidos                | 61    | 2,12 / 100,00   | 0,72 |
| Total                   | Total                          | 2 870 | 100,00 / 100,00 |      |
| Eleitorado/Participação | Eleitorado/Participação        | 4 302 | 66,71 / 100,00  | 6,09 |

#### Figueiredo
| Partido                 | Partido                        | Votos | %               | +/-  |
| ----------------------- | ------------------------------ | ----- | --------------- | ---- |
|                         | Partido Socialista             | 100   | 36,10 / 100,00  | 1,62 |
|                         | Partido Social Democrata       | 96    | 34,66 / 100,00  | 4,84 |
|                         | CDS – Partido Popular          | 42    | 15,16 / 100,00  | 5,20 |
|                         | Coligação Democrática Unitária | 12    | 4,33 / 100,00   | 1,48 |
|                         | Bloco de Esquerda              | 11    | 3,97 / 100,00   | 1,72 |
|                         | Outros                         | 5     | 1,80 / 100,00   |      |
| Votos Inválidos         | Votos Inválidos                | 11    | 3,97 / 100,00   | 3,25 |
| Total                   | Total                          | 277   | 100,00 / 100,00 |      |
| Eleitorado/Participação | Eleitorado/Participação        | 375   | 73,87 / 100,00  | 2,12 |

#### Gandarela
| Partido                 | Partido                        | Votos | %               | +/-  |
| ----------------------- | ------------------------------ | ----- | --------------- | ---- |
|                         | Partido Socialista             | 350   | 49,30 / 100,00  | 3,86 |
|                         | Coligação Democrática Unitária | 162   | 22,82 / 100,00  | 2,22 |
|                         | Partido Social Democrata       | 83    | 11,69 / 100,00  | 2,78 |
|                         | Bloco de Esquerda              | 52    | 7,32 / 100,00   | 1,24 |
|                         | CDS – Partido Popular          | 28    | 3,94 / 100,00   | 0,11 |
|                         | PCTP/MRPP                      | 11    | 1,55 / 100,00   | 0,77 |
|                         | Outros                         | 12    | 1,69 / 100,00   |      |
| Votos Inválidos         | Votos Inválidos                | 12    | 1,69 / 100,00   | 0,25 |
| Total                   | Total                          | 710   | 100,00 / 100,00 |      |
| Eleitorado/Participação | Eleitorado/Participação        | 976   | 72,75 / 100,00  | 2,52 |

#### Gémeos
| Partido                 | Partido                        | Votos | %               | +/-  |
| ----------------------- | ------------------------------ | ----- | --------------- | ---- |
|                         | Partido Socialista             | 159   | 50,96 / 100,00  | 0,47 |
|                         | Partido Social Democrata       | 87    | 27,88 / 100,00  | 1,25 |
|                         | CDS – Partido Popular          | 43    | 13,78 / 100,00  | 4,72 |
|                         | Bloco de Esquerda              | 8     | 2,56 / 100,00   | 0,62 |
|                         | Coligação Democrática Unitária | 7     | 2,24 / 100,00   | 1,32 |
|                         | Outros                         | 6     | 1,92 / 100,00   |      |
| Votos Inválidos         | Votos Inválidos                | 2     | 0,64 / 100,00   | 1,30 |
| Total                   | Total                          | 312   | 100,00 / 100,00 |      |
| Eleitorado/Participação | Eleitorado/Participação        | 419   | 74,46 / 100,00  | 1,06 |

#### Gominhães
| Partido                 | Partido                        | Votos | %               | +/-   |
| ----------------------- | ------------------------------ | ----- | --------------- | ----- |
|                         | Partido Socialista             | 140   | 46,36 / 100,00  | 10,91 |
|                         | Partido Social Democrata       | 76    | 25,17 / 100,00  | 3,05  |
|                         | CDS – Partido Popular          | 35    | 11,59 / 100,00  | 5,83  |
|                         | Bloco de Esquerda              | 26    | 8,61 / 100,00   | 4,67  |
|                         | Coligação Democrática Unitária | 13    | 4,30 / 100,00   | 2,37  |
|                         | Partido Popular Monárquico     | 4     | 1,32 / 100,00   | -     |
|                         | Outros                         | 6     | 1,98 / 100,00   |       |
| Votos Inválidos         | Votos Inválidos                | 2     | 0,66 / 100,00   | 0,06  |
| Total                   | Total                          | 302   | 100,00 / 100,00 |       |
| Eleitorado/Participação | Eleitorado/Participação        | 439   | 68,79 / 100,00  | 4,87  |

#### Gonça
| Partido                 | Partido                        | Votos | %               | +/-   |
| ----------------------- | ------------------------------ | ----- | --------------- | ----- |
|                         | Partido Socialista             | 312   | 49,06 / 100,00  | 3,33  |
|                         | Partido Social Democrata       | 166   | 26,10 / 100,00  | 10,49 |
|                         | CDS – Partido Popular          | 64    | 10,06 / 100,00  | 3,20  |
|                         | Bloco de Esquerda              | 42    | 6,60 / 100,00   | 4,01  |
|                         | Coligação Democrática Unitária | 16    | 2,52 / 100,00   | 0,39  |
|                         | PCTP/MRPP                      | 9     | 1,42 / 100,00   | 0,56  |
|                         | Outros                         | 16    | 2,62 / 100,00   |       |
| Votos Inválidos         | Votos Inválidos                | 11    | 1,73 / 100,00   | 0,40  |
| Total                   | Total                          | 636   | 100,00 / 100,00 |       |
| Eleitorado/Participação | Eleitorado/Participação        | 961   | 66,18 / 100,00  | 4,43  |

#### Gondar
| Partido                 | Partido                        | Votos | %               | +/-  |
| ----------------------- | ------------------------------ | ----- | --------------- | ---- |
|                         | Partido Socialista             | 886   | 50,63 / 100,00  | 1,63 |
|                         | Partido Social Democrata       | 289   | 16,51 / 100,00  | 1,42 |
|                         | Coligação Democrática Unitária | 270   | 15,43 / 100,00  | 1,50 |
|                         | Bloco de Esquerda              | 168   | 9,60 / 100,00   | 4,19 |
|                         | CDS – Partido Popular          | 72    | 4,11 / 100,00   | 0,82 |
|                         | PCTP/MRPP                      | 25    | 1,43 / 100,00   | 0,16 |
|                         | Outros                         | 15    | 0,85 / 100,00   |      |
| Votos Inválidos         | Votos Inválidos                | 25    | 1,43 / 100,00   | 0,21 |
| Total                   | Total                          | 1 750 | 100,00 / 100,00 |      |
| Eleitorado/Participação | Eleitorado/Participação        | 2 617 | 66,87 / 100,00  | 4,72 |

#### Gondomar
| Partido                 | Partido                        | Votos | %               | +/-  |
| ----------------------- | ------------------------------ | ----- | --------------- | ---- |
|                         | Partido Socialista             | 175   | 52,40 / 100,00  | 3,06 |
|                         | Partido Social Democrata       | 94    | 28,14 / 100,00  | 0,82 |
|                         | CDS – Partido Popular          | 25    | 7,49 / 100,00   | 1,48 |
|                         | Bloco de Esquerda              | 15    | 4,49 / 100,00   | 0,39 |
|                         | Coligação Democrática Unitária | 8     | 2,40 / 100,00   | 0,61 |
|                         | PCTP/MRPP                      | 6     | 1,80 / 100,00   | 0,71 |
|                         | Outros                         | 8     | 2,40 / 100,00   |      |
| Votos Inválidos         | Votos Inválidos                | 3     | 0,90 / 100,00   | 0,08 |
| Total                   | Total                          | 334   | 100,00 / 100,00 |      |
| Eleitorado/Participação | Eleitorado/Participação        | 639   | 52,27 / 100,00  | 9,24 |

#### Guardizela
| Partido                 | Partido                        | Votos | %               | +/-  |
| ----------------------- | ------------------------------ | ----- | --------------- | ---- |
|                         | Partido Socialista             | 847   | 55,32 / 100,00  | 1,86 |
|                         | Partido Social Democrata       | 317   | 20,71 / 100,00  | 0,99 |
|                         | Bloco de Esquerda              | 115   | 7,51 / 100,00   | 3,25 |
|                         | Coligação Democrática Unitária | 97    | 6,34 / 100,00   | 1,66 |
|                         | CDS – Partido Popular          | 88    | 5,75 / 100,00   | 1,75 |
|                         | PCTP/MRPP                      | 18    | 1,18 / 100,00   | 0,26 |
|                         | Outros                         | 22    | 1,44 / 100,00   |      |
| Votos Inválidos         | Votos Inválidos                | 27    | 1,76 / 100,00   | 0,34 |
| Total                   | Total                          | 1 531 | 100,00 / 100,00 |      |
| Eleitorado/Participação | Eleitorado/Participação        | 2 205 | 69,43 / 100,00  | 2,81 |

#### Guimarães - Oliveira do Castelo
| Partido                 | Partido                        | Votos | %               | +/-  |
| ----------------------- | ------------------------------ | ----- | --------------- | ---- |
|                         | Partido Socialista             | 816   | 35,46 / 100,00  | 6,79 |
|                         | Partido Social Democrata       | 752   | 32,68 / 100,00  | 1,86 |
|                         | CDS – Partido Popular          | 278   | 12,08 / 100,00  | 1,45 |
|                         | Bloco de Esquerda              | 204   | 8,87 / 100,00   | 3,21 |
|                         | Coligação Democrática Unitária | 130   | 5,65 / 100,00   | 0,80 |
|                         | PCTP/MRPP                      | 24    | 1,04 / 100,00   | 0,44 |
|                         | Outros                         | 51    | 2,20 / 100,00   |      |
| Votos Inválidos         | Votos Inválidos                | 46    | 2,00 / 100,00   | 0,95 |
| Total                   | Total                          | 2 301 | 100,00 / 100,00 |      |
| Eleitorado/Participação | Eleitorado/Participação        | 3 345 | 68,79 / 100,00  | 2,20 |

#### Guimarães - São Paio
| Partido                 | Partido                        | Votos | %               | +/-  |
| ----------------------- | ------------------------------ | ----- | --------------- | ---- |
|                         | Partido Socialista             | 773   | 35,57 / 100,00  | 6,27 |
|                         | Partido Social Democrata       | 675   | 31,06 / 100,00  | 2,14 |
|                         | CDS – Partido Popular          | 230   | 10,58 / 100,00  | 1,18 |
|                         | Bloco de Esquerda              | 216   | 9,94 / 100,00   | 3,38 |
|                         | Coligação Democrática Unitária | 169   | 7,78 / 100,00   | 1,33 |
|                         | PCTP/MRPP                      | 25    | 1,15 / 100,00   | 0,38 |
|                         | Outros                         | 34    | 1,56 / 100,00   |      |
| Votos Inválidos         | Votos Inválidos                | 51    | 2,34 / 100,00   | 0,05 |
| Total                   | Total                          | 2 173 | 100,00 / 100,00 |      |
| Eleitorado/Participação | Eleitorado/Participação        | 3 367 | 64,54 / 100,00  | 2,66 |

#### Guimarães - São Sebastião
| Partido                 | Partido                        | Votos | %               | +/-  |
| ----------------------- | ------------------------------ | ----- | --------------- | ---- |
|                         | Partido Social Democrata       | 530   | 37,22 / 100,00  | 3,17 |
|                         | Partido Socialista             | 428   | 30,06 / 100,00  | 7,14 |
|                         | CDS – Partido Popular          | 219   | 15,38 / 100,00  | 1,10 |
|                         | Bloco de Esquerda              | 103   | 7,23 / 100,00   | 1,87 |
|                         | Coligação Democrática Unitária | 77    | 5,41 / 100,00   | 0,15 |
|                         | Outros                         | 34    | 2,38 / 100,00   |      |
| Votos Inválidos         | Votos Inválidos                | 33    | 2,31 / 100,00   | 0,30 |
| Total                   | Total                          | 1 424 | 100,00 / 100,00 |      |
| Eleitorado/Participação | Eleitorado/Participação        | 2 007 | 70,95 / 100,00  | 0,57 |

#### Infantas
| Partido                 | Partido                        | Votos | %               | +/-   |
| ----------------------- | ------------------------------ | ----- | --------------- | ----- |
|                         | Partido Socialista             | 484   | 47,87 / 100,00  | 13,25 |
|                         | Partido Social Democrata       | 244   | 24,13 / 100,00  | 4,25  |
|                         | CDS – Partido Popular          | 90    | 8,90 / 100,00   | 2,31  |
|                         | Bloco de Esquerda              | 74    | 7,32 / 100,00   | 3,68  |
|                         | Coligação Democrática Unitária | 52    | 5,14 / 100,00   | 2,09  |
|                         | PCTP/MRPP                      | 12    | 1,19 / 100,00   | 0,01  |
|                         | Outros                         | 30    | 2,97 / 100,00   |       |
| Votos Inválidos         | Votos Inválidos                | 25    | 2,47 / 100,00   | 0,60  |
| Total                   | Total                          | 1 011 | 100,00 / 100,00 |       |
| Eleitorado/Participação | Eleitorado/Participação        | 1 535 | 65,86 / 100,00  | 6,04  |

#### Leitões
| Partido                 | Partido                        | Votos | %               | +/-  |
| ----------------------- | ------------------------------ | ----- | --------------- | ---- |
|                         | Partido Socialista             | 138   | 34,85 / 100,00  | 0,96 |
|                         | Partido Social Democrata       | 113   | 28,54 / 100,00  | 7,00 |
|                         | CDS – Partido Popular          | 67    | 16,92 / 100,00  | 2,87 |
|                         | Bloco de Esquerda              | 28    | 7,07 / 100,00   | 2,94 |
|                         | Coligação Democrática Unitária | 25    | 6,31 / 100,00   | 0,58 |
|                         | PCTP/MRPP                      | 6     | 1,52 / 100,00   | 0,69 |
|                         | Portugal pro Vida              | 4     | 1,01 / 100,00   | Novo |
|                         | Outros                         | 9     | 2,28 / 100,00   |      |
| Votos Inválidos         | Votos Inválidos                | 6     | 1,51 / 100,00   | 0,42 |
| Total                   | Total                          | 396   | 100,00 / 100,00 |      |
| Eleitorado/Participação | Eleitorado/Participação        | 538   | 73,61 / 100,00  | 3,26 |

#### Longos
| Partido                 | Partido                        | Votos | %               | +/-  |
| ----------------------- | ------------------------------ | ----- | --------------- | ---- |
|                         | Partido Socialista             | 321   | 40,38 / 100,00  | 0,84 |
|                         | Partido Social Democrata       | 256   | 33,58 / 100,00  | 3,95 |
|                         | CDS – Partido Popular          | 112   | 14,09 / 100,00  | 4,17 |
|                         | Bloco de Esquerda              | 31    | 3,90 / 100,00   | 2,47 |
|                         | Coligação Democrática Unitária | 25    | 3,14 / 100,00   | 2,84 |
|                         | PCTP/MRPP                      | 14    | 1,76 / 100,00   | 0,74 |
|                         | Outros                         | 14    | 1,76 / 100,00   |      |
| Votos Inválidos         | Votos Inválidos                | 11    | 1,38 / 100,00   | 0,15 |
| Total                   | Total                          | 795   | 100,00 / 100,00 |      |
| Eleitorado/Participação | Eleitorado/Participação        | 1 492 | 53,28 / 100,00  | 9,25 |

#### Lordelo
| Partido                 | Partido                        | Votos | %               | +/-  |
| ----------------------- | ------------------------------ | ----- | --------------- | ---- |
|                         | Partido Socialista             | 1 361 | 52,11 / 100,00  | 5,15 |
|                         | Partido Social Democrata       | 615   | 23,55 / 100,00  | 0,86 |
|                         | Bloco de Esquerda              | 201   | 7,70 / 100,00   | 3,22 |
|                         | CDS – Partido Popular          | 171   | 6,55 / 100,00   | 0,96 |
|                         | Coligação Democrática Unitária | 131   | 5,02 / 100,00   | 0,32 |
|                         | PCTP/MRPP                      | 32    | 1,23 / 100,00   | 0,38 |
|                         | Outros                         | 53    | 2,03 / 100,00   |      |
| Votos Inválidos         | Votos Inválidos                | 48    | 1,84 / 100,00   | 0,25 |
| Total                   | Total                          | 2 612 | 100,00 / 100,00 |      |
| Eleitorado/Participação | Eleitorado/Participação        | 4 036 | 64,72 / 100,00  | 4,62 |

#### Mascotelos
| Partido                 | Partido                        | Votos | %               | +/-  |
| ----------------------- | ------------------------------ | ----- | --------------- | ---- |
|                         | Partido Socialista             | 382   | 46,30 / 100,00  | 6,40 |
|                         | Partido Social Democrata       | 199   | 24,12 / 100,00  | 0,88 |
|                         | Bloco de Esquerda              | 82    | 9,94 / 100,00   | 3,72 |
|                         | Coligação Democrática Unitária | 72    | 8,73 / 100,00   | 1,68 |
|                         | CDS – Partido Popular          | 43    | 5,21 / 100,00   | 0,46 |
|                         | PCTP/MRPP                      | 9     | 1,09 / 100,00   | 0,29 |
|                         | Outros                         | 13    | 1,57 / 100,00   |      |
| Votos Inválidos         | Votos Inválidos                | 25    | 3,03 / 100,00   | 0,68 |
| Total                   | Total                          | 825   | 100,00 / 100,00 |      |
| Eleitorado/Participação | Eleitorado/Participação        | 1 123 | 73,46 / 100,00  | 0,69 |

#### Mesão Frio
| Partido                 | Partido                        | Votos | %               | +/-  |
| ----------------------- | ------------------------------ | ----- | --------------- | ---- |
|                         | Partido Socialista             | 957   | 41,29 / 100,00  | 3,73 |
|                         | Partido Social Democrata       | 655   | 28,26 / 100,00  | 0,81 |
|                         | Bloco de Esquerda              | 266   | 11,48 / 100,00  | 6,15 |
|                         | CDS – Partido Popular          | 192   | 8,28 / 100,00   | 0,40 |
|                         | Coligação Democrática Unitária | 131   | 5,65 / 100,00   | 0,77 |
|                         | Outros                         | 33    | 1,43 / 100,00   |      |
| Votos Inválidos         | Votos Inválidos                | 61    | 2,64 / 100,00   | 0,42 |
| Total                   | Total                          | 2 318 | 100,00 / 100,00 |      |
| Eleitorado/Participação | Eleitorado/Participação        | 3 439 | 67,40 / 100,00  | 7,06 |

#### Moreira de Cónegos
| Partido                 | Partido                        | Votos | %               | +/-  |
| ----------------------- | ------------------------------ | ----- | --------------- | ---- |
|                         | Partido Socialista             | 2 000 | 61,26 / 100,00  | 0,18 |
|                         | Partido Social Democrata       | 492   | 15,07 / 100,00  | 0,39 |
|                         | Coligação Democrática Unitária | 305   | 9,34 / 100,00   | 1,28 |
|                         | Bloco de Esquerda              | 234   | 7,17 / 100,00   | 1,86 |
|                         | CDS – Partido Popular          | 120   | 3,68 / 100,00   | 0,31 |
|                         | PCTP/MRPP                      | 38    | 1,16 / 100,00   | 0,29 |
|                         | Outros                         | 44    | 1,35 / 100,00   |      |
| Votos Inválidos         | Votos Inválidos                | 32    | 0,98 / 100,00   | 0,06 |
| Total                   | Total                          | 3 265 | 100,00 / 100,00 |      |
| Eleitorado/Participação | Eleitorado/Participação        | 4 759 | 68,61 / 100,00  | 5,01 |

#### Nespereira
| Partido                 | Partido                        | Votos | %               | +/-  |
| ----------------------- | ------------------------------ | ----- | --------------- | ---- |
|                         | Partido Socialista             | 922   | 57,81 / 100,00  | 1,70 |
|                         | Partido Social Democrata       | 302   | 18,93 / 100,00  | 2,70 |
|                         | Bloco de Esquerda              | 143   | 8,97 / 100,00   | 3,74 |
|                         | CDS – Partido Popular          | 93    | 5,83 / 100,00   | 1,66 |
|                         | Coligação Democrática Unitária | 66    | 4,14 / 100,00   | 1,44 |
|                         | Outros                         | 26    | 1,63 / 100,00   |      |
| Votos Inválidos         | Votos Inválidos                | 31    | 1,94 / 100,00   | 0,10 |
| Total                   | Total                          | 1 595 | 100,00 / 100,00 |      |
| Eleitorado/Participação | Eleitorado/Participação        | 2 232 | 71,46 / 100,00  | 1,89 |

#### Oleiros
| Partido                 | Partido                  | Votos | %               | +/-  |
| ----------------------- | ------------------------ | ----- | --------------- | ---- |
|                         | Partido Socialista       | 143   | 41,94 / 100,00  | 1,64 |
|                         | Partido Social Democrata | 108   | 31,67 / 100,00  | 2,71 |
|                         | CDS – Partido Popular    | 62    | 18,18 / 100,00  | 2,13 |
|                         | Bloco de Esquerda        | 13    | 3,81 / 100,00   | 1,12 |
|                         | Outros                   | 8     | 2,35 / 100,00   |      |
| Votos Inválidos         | Votos Inválidos          | 7     | 2,06 / 100,00   | 2,06 |
| Total                   | Total                    | 341   | 100,00 / 100,00 |      |
| Eleitorado/Participação | Eleitorado/Participação  | 472   | 72,25 / 100,00  | 2,53 |

#### Pencelo
| Partido                 | Partido                        | Votos | %               | +/-  |
| ----------------------- | ------------------------------ | ----- | --------------- | ---- |
|                         | Partido Socialista             | 346   | 46,63 / 100,00  | 5,40 |
|                         | Partido Social Democrata       | 152   | 20,49 / 100,00  | 0,57 |
|                         | CDS – Partido Popular          | 73    | 9,84 / 100,00   | 0,91 |
|                         | Bloco de Esquerda              | 72    | 9,70 / 100,00   | 5,51 |
|                         | Coligação Democrática Unitária | 59    | 7,95 / 100,00   | 0,70 |
|                         | PCTP/MRPP                      | 10    | 1,35 / 100,00   | 0,04 |
|                         | Outros                         | 16    | 2,16 / 100,00   |      |
| Votos Inválidos         | Votos Inválidos                | 14    | 1,89 / 100,00   | 0,08 |
| Total                   | Total                          | 742   | 100,00 / 100,00 |      |
| Eleitorado/Participação | Eleitorado/Participação        | 1 137 | 65,26 / 100,00  | 4,61 |

#### Pinheiro
| Partido                 | Partido                        | Votos | %               | +/-  |
| ----------------------- | ------------------------------ | ----- | --------------- | ---- |
|                         | Partido Socialista             | 418   | 55,59 / 100,00  | 4,38 |
|                         | Partido Social Democrata       | 126   | 16,76 / 100,00  | 5,75 |
|                         | CDS – Partido Popular          | 70    | 9,31 / 100,00   | 3,92 |
|                         | Bloco de Esquerda              | 52    | 6,91 / 100,00   | 3,00 |
|                         | Coligação Democrática Unitária | 46    | 6,12 / 100,00   | 3,02 |
|                         | Outros                         | 19    | 2,59 / 100,00   |      |
| Votos Inválidos         | Votos Inválidos                | 21    | 2,79 / 100,00   | 0,77 |
| Total                   | Total                          | 752   | 100,00 / 100,00 |      |
| Eleitorado/Participação | Eleitorado/Participação        | 1 073 | 70,08 / 100,00  | 3,90 |

#### Polvoreira
| Partido                 | Partido                        | Votos | %               | +/-  |
| ----------------------- | ------------------------------ | ----- | --------------- | ---- |
|                         | Partido Socialista             | 1 458 | 59,85 / 100,00  | 1,21 |
|                         | Partido Social Democrata       | 433   | 17,78 / 100,00  | 2,61 |
|                         | Bloco de Esquerda              | 183   | 7,51 / 100,00   | 2,96 |
|                         | CDS – Partido Popular          | 137   | 5,62 / 100,00   | 0,33 |
|                         | Coligação Democrática Unitária | 121   | 4,97 / 100,00   | 0,17 |
|                         | Outros                         | 62    | 2,54 / 100,00   |      |
| Votos Inválidos         | Votos Inválidos                | 42    | 1,72 / 100,00   | 0,30 |
| Total                   | Total                          | 2 436 | 100,00 / 100,00 |      |
| Eleitorado/Participação | Eleitorado/Participação        | 3 536 | 68,89 / 100,00  | 4,09 |

#### Ponte
| Partido                 | Partido                        | Votos | %               | +/-  |
| ----------------------- | ------------------------------ | ----- | --------------- | ---- |
|                         | Partido Socialista             | 1 712 | 50,88 / 100,00  | 3,49 |
|                         | Partido Social Democrata       | 680   | 20,21 / 100,00  | 1,53 |
|                         | Bloco de Esquerda              | 325   | 9,66 / 100,00   | 4,06 |
|                         | Coligação Democrática Unitária | 242   | 7,19 / 100,00   | 1,30 |
|                         | CDS – Partido Popular          | 225   | 6,69 / 100,00   | 1,27 |
|                         | PCTP/MRPP                      | 46    | 1,37 / 100,00   | 0,29 |
|                         | Outros                         | 61    | 1,83 / 100,00   |      |
| Votos Inválidos         | Votos Inválidos                | 74    | 2,20 / 100,00   | 0,01 |
| Total                   | Total                          | 3 365 | 100,00 / 100,00 |      |
| Eleitorado/Participação | Eleitorado/Participação        | 5 315 | 63,31 / 100,00  | 5,28 |

#### Prazins Santa Eufémia
| Partido                 | Partido                        | Votos | %               | +/-  |
| ----------------------- | ------------------------------ | ----- | --------------- | ---- |
|                         | Partido Socialista             | 346   | 47,27 / 100,00  | 0,60 |
|                         | Partido Social Democrata       | 214   | 29,23 / 100,00  | 1,44 |
|                         | CDS – Partido Popular          | 54    | 7,38 / 100,00   | 1,21 |
|                         | Coligação Democrática Unitária | 52    | 7,10 / 100,00   | 1,77 |
|                         | Bloco de Esquerda              | 36    | 4,92 / 100,00   | 2,25 |
|                         | Outros                         | 10    | 1,37 / 100,00   |      |
| Votos Inválidos         | Votos Inválidos                | 20    | 2,73 / 100,00   | 1,42 |
| Total                   | Total                          | 732   | 100,00 / 100,00 |      |
| Eleitorado/Participação | Eleitorado/Participação        | 1 096 | 66,79 / 100,00  | 3,16 |

#### Prazins Santo Tirso
| Partido                 | Partido                        | Votos | %               | +/-  |
| ----------------------- | ------------------------------ | ----- | --------------- | ---- |
|                         | Partido Socialista             | 227   | 44,60 / 100,00  | 3,05 |
|                         | Partido Social Democrata       | 131   | 25,74 / 100,00  | 3,96 |
|                         | CDS – Partido Popular          | 65    | 12,77 / 100,00  | 4,01 |
|                         | Bloco de Esquerda              | 26    | 5,11 / 100,00   | 1,48 |
|                         | Coligação Democrática Unitária | 26    | 5,11 / 100,00   | 1,09 |
|                         | PCTP/MRPP                      | 10    | 1,96 / 100,00   | 1,75 |
|                         | Outros                         | 12    | 2,36 / 100,00   |      |
| Votos Inválidos         | Votos Inválidos                | 12    | 2,36 / 100,00   | 0,65 |
| Total                   | Total                          | 509   | 100,00 / 100,00 |      |
| Eleitorado/Participação | Eleitorado/Participação        | 803   | 63,39 / 100,00  | 3,56 |

#### Rendufe
| Partido                 | Partido                        | Votos | %               | +/-  |
| ----------------------- | ------------------------------ | ----- | --------------- | ---- |
|                         | Partido Socialista             | 173   | 48,32 / 100,00  | 7,60 |
|                         | Partido Social Democrata       | 75    | 20,95 / 100,00  | 3,01 |
|                         | CDS – Partido Popular          | 30    | 8,38 / 100,00   | 2,76 |
|                         | Bloco de Esquerda              | 23    | 6,42 / 100,00   | 4,05 |
|                         | Coligação Democrática Unitária | 23    | 6,42 / 100,00   | 2,57 |
|                         | PCTP/MRPP                      | 6     | 1,68 / 100,00   | 0,10 |
|                         | Partido da Nova Democracia     | 4     | 1,12 / 100,00   | 0,06 |
|                         | Outros                         | 10    | 2,79 / 100,00   |      |
| Votos Inválidos         | Votos Inválidos                | 14    | 3,91 / 100,00   | 1,84 |
| Total                   | Total                          | 358   | 100,00 / 100,00 |      |
| Eleitorado/Participação | Eleitorado/Participação        | 681   | 52,57 / 100,00  | 8,00 |

#### Ronfe
| Partido                 | Partido                        | Votos | %               | +/-  |
| ----------------------- | ------------------------------ | ----- | --------------- | ---- |
|                         | Partido Socialista             | 1 442 | 49,66 / 100,00  | 1,88 |
|                         | Partido Social Democrata       | 766   | 26,38 / 100,00  | 2,51 |
|                         | Bloco de Esquerda              | 249   | 8,57 / 100,00   | 2,16 |
|                         | CDS – Partido Popular          | 194   | 6,68 / 100,00   | 0,05 |
|                         | Coligação Democrática Unitária | 131   | 4,51 / 100,00   | 2,19 |
|                         | Outros                         | 59    | 2,03 / 100,00   |      |
| Votos Inválidos         | Votos Inválidos                | 63    | 2,17 / 100,00   | 0,41 |
| Total                   | Total                          | 2 904 | 100,00 / 100,00 |      |
| Eleitorado/Participação | Eleitorado/Participação        | 4 024 | 72,17 / 100,00  | 4,80 |

#### Sande São Clemente
| Partido                 | Partido                        | Votos | %               | +/-  |
| ----------------------- | ------------------------------ | ----- | --------------- | ---- |
|                         | Partido Socialista             | 427   | 40,40 / 100,00  | 3,39 |
|                         | Partido Social Democrata       | 334   | 31,60 / 100,00  | 2,77 |
|                         | CDS – Partido Popular          | 115   | 10,88 / 100,00  | 2,97 |
|                         | Coligação Democrática Unitária | 72    | 6,81 / 100,00   | 2,01 |
|                         | Bloco de Esquerda              | 53    | 5,01 / 100,00   | 0,30 |
|                         | Outros                         | 25    | 2,36 / 100,00   |      |
| Votos Inválidos         | Votos Inválidos                | 31    | 2,93 / 100,00   | 0,95 |
| Total                   | Total                          | 1 057 | 100,00 / 100,00 |      |
| Eleitorado/Participação | Eleitorado/Participação        | 1 551 | 68,15 / 100,00  | 6,64 |

#### Sande São Lourenço
| Partido                 | Partido                        | Votos | %               | +/-   |
| ----------------------- | ------------------------------ | ----- | --------------- | ----- |
|                         | Partido Socialista             | 288   | 41,56 / 100,00  | 3,02  |
|                         | Partido Social Democrata       | 265   | 38,24 / 100,00  | 3,46  |
|                         | Bloco de Esquerda              | 45    | 6,49 / 100,00   | 4,57  |
|                         | CDS – Partido Popular          | 42    | 6,06 / 100,00   | 0,71  |
|                         | Coligação Democrática Unitária | 27    | 3,90 / 100,00   | 1,02  |
|                         | Outros                         | 13    | 1,88 / 100,00   |       |
| Votos Inválidos         | Votos Inválidos                | 13    | 1,88 / 100,00   | 0,10  |
| Total                   | Total                          | 693   | 100,00 / 100,00 |       |
| Eleitorado/Participação | Eleitorado/Participação        | 1 197 | 57,89 / 100,00  | 11,80 |

#### Sande São Martinho
| Partido                 | Partido                        | Votos | %               | +/-  |
| ----------------------- | ------------------------------ | ----- | --------------- | ---- |
|                         | Partido Socialista             | 709   | 43,31 / 100,00  | 5,08 |
|                         | Partido Social Democrata       | 565   | 34,51 / 100,00  | 0,77 |
|                         | CDS – Partido Popular          | 129   | 7,88 / 100,00   | 0,18 |
|                         | Bloco de Esquerda              | 95    | 5,80 / 100,00   | 2,64 |
|                         | Coligação Democrática Unitária | 72    | 4,40 / 100,00   | 0,95 |
|                         | Outros                         | 28    | 1,71 / 100,00   |      |
| Votos Inválidos         | Votos Inválidos                | 39    | 2,38 / 100,00   | 0,49 |
| Total                   | Total                          | 1 637 | 100,00 / 100,00 |      |
| Eleitorado/Participação | Eleitorado/Participação        | 2 700 | 60,63 / 100,00  | 8,45 |

#### Sande Vila Nova
| Partido                 | Partido                        | Votos | %               | +/-  |
| ----------------------- | ------------------------------ | ----- | --------------- | ---- |
|                         | Partido Socialista             | 583   | 49,87 / 100,00  | 2,45 |
|                         | Partido Social Democrata       | 281   | 24,04 / 100,00  | 3,28 |
|                         | CDS – Partido Popular          | 108   | 9,24 / 100,00   | 0,21 |
|                         | Bloco de Esquerda              | 92    | 7,87 / 100,00   | 1,94 |
|                         | Coligação Democrática Unitária | 52    | 4,45 / 100,00   | 1,82 |
|                         | Outros                         | 29    | 2,48 / 100,00   |      |
| Votos Inválidos         | Votos Inválidos                | 24    | 2,05 / 100,00   | 0,50 |
| Total                   | Total                          | 1 169 | 100,00 / 100,00 |      |
| Eleitorado/Participação | Eleitorado/Participação        | 1 704 | 68,60 / 100,00  | 6,55 |

#### São Faustino
| Partido                 | Partido                        | Votos | %               | +/-  |
| ----------------------- | ------------------------------ | ----- | --------------- | ---- |
|                         | Partido Socialista             | 304   | 50,75 / 100,00  | 1,00 |
|                         | Partido Social Democrata       | 141   | 23,54 / 100,00  | 3,91 |
|                         | CDS – Partido Popular          | 56    | 9,35 / 100,00   | 2,71 |
|                         | Bloco de Esquerda              | 48    | 8,01 / 100,00   | 2,29 |
|                         | Coligação Democrática Unitária | 23    | 3,84 / 100,00   | 1,75 |
|                         | PCTP/MRPP                      | 6     | 1,00 / 100,00   | 0,05 |
|                         | Outros                         | 11    | 1,84 / 100,00   |      |
| Votos Inválidos         | Votos Inválidos                | 10    | 1,67 / 100,00   | 0,63 |
| Total                   | Total                          | 599   | 100,00 / 100,00 |      |
| Eleitorado/Participação | Eleitorado/Participação        | 853   | 70,22 / 100,00  | 0,92 |

#### São Torcato
| Partido                 | Partido                        | Votos | %               | +/-  |
| ----------------------- | ------------------------------ | ----- | --------------- | ---- |
|                         | Partido Socialista             | 1 081 | 50,78 / 100,00  | 6,33 |
|                         | Partido Social Democrata       | 518   | 24,33 / 100,00  | 1,49 |
|                         | Bloco de Esquerda              | 166   | 7,80 / 100,00   | 3,88 |
|                         | CDS – Partido Popular          | 163   | 7,66 / 100,00   | 2,44 |
|                         | Coligação Democrática Unitária | 71    | 3,33 / 100,00   | 2,22 |
|                         | Outros                         | 72    | 3,38 / 100,00   |      |
| Votos Inválidos         | Votos Inválidos                | 58    | 2,73 / 100,00   | 0,44 |
| Total                   | Total                          | 2 129 | 100,00 / 100,00 |      |
| Eleitorado/Participação | Eleitorado/Participação        | 3 288 | 64,75 / 100,00  | 7,55 |

#### Selho São Cristóvão
| Partido                 | Partido                        | Votos | %               | +/-  |
| ----------------------- | ------------------------------ | ----- | --------------- | ---- |
|                         | Partido Socialista             | 741   | 48,98 / 100,00  | 2,93 |
|                         | Partido Social Democrata       | 274   | 18,11 / 100,00  | 1,30 |
|                         | Bloco de Esquerda              | 175   | 11,57 / 100,00  | 4,66 |
|                         | Coligação Democrática Unitária | 160   | 10,58 / 100,00  | 2,91 |
|                         | CDS – Partido Popular          | 93    | 6,15 / 100,00   | 1,41 |
|                         | PCTP/MRPP                      | 21    | 1,39 / 100,00   | 0,25 |
|                         | Outros                         | 22    | 1,46 / 100,00   |      |
| Votos Inválidos         | Votos Inválidos                | 27    | 1,79 / 100,00   | 0,94 |
| Total                   | Total                          | 1 513 | 100,00 / 100,00 |      |
| Eleitorado/Participação | Eleitorado/Participação        | 2 215 | 68,31 / 100,00  | 2,98 |

#### Selho São Jorge
| Partido                 | Partido                        | Votos | %               | +/-  |
| ----------------------- | ------------------------------ | ----- | --------------- | ---- |
|                         | Partido Socialista             | 1 690 | 47,74 / 100,00  | 0,47 |
|                         | Partido Social Democrata       | 697   | 19,69 / 100,00  | 1,97 |
|                         | Coligação Democrática Unitária | 409   | 11,55 / 100,00  | 3,45 |
|                         | Bloco de Esquerda              | 360   | 10,17 / 100,00  | 2,94 |
|                         | CDS – Partido Popular          | 216   | 6,10 / 100,00   | 1,04 |
|                         | PCTP/MRPP                      | 38    | 1,07 / 100,00   | 0,04 |
|                         | Outros                         | 47    | 1,33 / 100,00   |      |
| Votos Inválidos         | Votos Inválidos                | 83    | 2,35 / 100,00   | 0,73 |
| Total                   | Total                          | 3 540 | 100,00 / 100,00 |      |
| Eleitorado/Participação | Eleitorado/Participação        | 5 040 | 70,24 / 100,00  | 6,11 |

#### Selho São Lourenço
| Partido                 | Partido                        | Votos | %               | +/-  |
| ----------------------- | ------------------------------ | ----- | --------------- | ---- |
|                         | Partido Socialista             | 572   | 53,81 / 100,00  | 8,79 |
|                         | Partido Social Democrata       | 204   | 19,19 / 100,00  | 1,26 |
|                         | Bloco de Esquerda              | 98    | 9,22 / 100,00   | 3,79 |
|                         | CDS – Partido Popular          | 75    | 7,06 / 100,00   | 1,83 |
|                         | Coligação Democrática Unitária | 61    | 5,74 / 100,00   | 1,33 |
|                         | PCTP/MRPP                      | 20    | 1,88 / 100,00   | 0,45 |
|                         | Outros                         | 13    | 1,22 / 100,00   |      |
| Votos Inválidos         | Votos Inválidos                | 20    | 1,88 / 100,00   | 0,45 |
| Total                   | Total                          | 1 063 | 100,00 / 100,00 |      |
| Eleitorado/Participação | Eleitorado/Participação        | 1 592 | 66,77 / 100,00  | 5,80 |

#### Serzedelo
| Partido                 | Partido                        | Votos | %               | +/-  |
| ----------------------- | ------------------------------ | ----- | --------------- | ---- |
|                         | Partido Socialista             | 1 260 | 53,85 / 100,00  | 3,02 |
|                         | Partido Social Democrata       | 358   | 15,30 / 100,00  | 0,53 |
|                         | Coligação Democrática Unitária | 264   | 11,28 / 100,00  | 2,63 |
|                         | Bloco de Esquerda              | 247   | 10,56 / 100,00  | 3,85 |
|                         | CDS – Partido Popular          | 106   | 4,53 / 100,00   | 1,26 |
|                         | PCTP/MRPP                      | 27    | 1,15 / 100,00   | 0,61 |
|                         | Outros                         | 41    | 2,56 / 100,00   |      |
| Votos Inválidos         | Votos Inválidos                | 37    | 1,58 / 100,00   | 0,55 |
| Total                   | Total                          | 2 340 | 100,00 / 100,00 |      |
| Eleitorado/Participação | Eleitorado/Participação        | 3 516 | 66,55 / 100,00  | 4,52 |

#### Serzedo
| Partido                 | Partido                        | Votos | %               | +/-  |
| ----------------------- | ------------------------------ | ----- | --------------- | ---- |
|                         | Partido Socialista             | 351   | 46,68 / 100,00  | 6,05 |
|                         | Partido Social Democrata       | 222   | 29,52 / 100,00  | 1,21 |
|                         | CDS – Partido Popular          | 85    | 11,30 / 100,00  | 2,71 |
|                         | Bloco de Esquerda              | 42    | 5,59 / 100,00   | 2,99 |
|                         | Coligação Democrática Unitária | 23    | 3,06 / 100,00   | 0,98 |
|                         | PCTP/MRPP                      | 8     | 1,06 / 100,00   | 0,54 |
|                         | Outros                         | 10    | 1,33 / 100,00   |      |
| Votos Inválidos         | Votos Inválidos                | 11    | 1,46 / 100,00   | 0,16 |
| Total                   | Total                          | 752   | 100,00 / 100,00 |      |
| Eleitorado/Participação | Eleitorado/Participação        | 1 171 | 64,22 / 100,00  | 5,73 |

#### Silvares
| Partido                 | Partido                        | Votos | %               | +/-  |
| ----------------------- | ------------------------------ | ----- | --------------- | ---- |
|                         | Partido Socialista             | 678   | 50,60 / 100,00  | 2,47 |
|                         | Partido Social Democrata       | 312   | 23,28 / 100,00  | 1,03 |
|                         | CDS – Partido Popular          | 109   | 8,13 / 100,00   | 0,61 |
|                         | Bloco de Esquerda              | 103   | 7,69 / 100,00   | 4,32 |
|                         | Coligação Democrática Unitária | 80    | 5,97 / 100,00   | 1,39 |
|                         | Outros                         | 34    | 2,53 / 100,00   |      |
| Votos Inválidos         | Votos Inválidos                | 24    | 1,79 / 100,00   | 0,25 |
| Total                   | Total                          | 1 340 | 100,00 / 100,00 |      |
| Eleitorado/Participação | Eleitorado/Participação        | 1 984 | 67,54 / 100,00  | 6,13 |

#### Souto Santa Maria
| Partido                 | Partido                        | Votos | %               | +/-  |
| ----------------------- | ------------------------------ | ----- | --------------- | ---- |
|                         | Partido Socialista             | 206   | 49,88 / 100,00  | 8,59 |
|                         | Partido Social Democrata       | 102   | 24,70 / 100,00  | 3,07 |
|                         | CDS – Partido Popular          | 44    | 10,65 / 100,00  | 6,36 |
|                         | Bloco de Esquerda              | 26    | 6,30 / 100,00   | 4,04 |
|                         | Coligação Democrática Unitária | 13    | 3,15 / 100,00   | 1,12 |
|                         | Outros                         | 12    | 2,90 / 100,00   |      |
| Votos Inválidos         | Votos Inválidos                | 10    | 2,42 / 100,00   | 0,17 |
| Total                   | Total                          | 413   | 100,00 / 100,00 |      |
| Eleitorado/Participação | Eleitorado/Participação        | 733   | 56,34 / 100,00  | 9,78 |

#### Souto São Salvador
| Partido                 | Partido                        | Votos | %               | +/-  |
| ----------------------- | ------------------------------ | ----- | --------------- | ---- |
|                         | Partido Socialista             | 209   | 42,57 / 100,00  | 1,41 |
|                         | Partido Social Democrata       | 147   | 29,94 / 100,00  | 9,11 |
|                         | CDS – Partido Popular          | 59    | 12,02 / 100,00  | 5,71 |
|                         | Bloco de Esquerda              | 29    | 5,91 / 100,00   | 3,35 |
|                         | Coligação Democrática Unitária | 13    | 2,65 / 100,00   | 0,31 |
|                         | Outros                         | 22    | 2,03 / 100,00   |      |
| Votos Inválidos         | Votos Inválidos                | 12    | 2,44 / 100,00   | 0,47 |
| Total                   | Total                          | 491   | 100,00 / 100,00 |      |
| Eleitorado/Participação | Eleitorado/Participação        | 909   | 54,02 / 100,00  | 8,19 |

#### Tabuadelo
| Partido                 | Partido                        | Votos | %               | +/-  |
| ----------------------- | ------------------------------ | ----- | --------------- | ---- |
|                         | Partido Socialista             | 540   | 50,85 / 100,00  | 3,72 |
|                         | Partido Social Democrata       | 278   | 26,18 / 100,00  | 3,96 |
|                         | CDS – Partido Popular          | 72    | 6,78 / 100,00   | 0,52 |
|                         | Bloco de Esquerda              | 67    | 6,31 / 100,00   | 2,04 |
|                         | Coligação Democrática Unitária | 57    | 5,37 / 100,00   | 0,78 |
|                         | Outros                         | 33    | 3,11 / 100,00   |      |
| Votos Inválidos         | Votos Inválidos                | 15    | 1,41 / 100,00   | 0,26 |
| Total                   | Total                          | 1 062 | 100,00 / 100,00 |      |
| Eleitorado/Participação | Eleitorado/Participação        | 1 458 | 72,84 / 100,00  | 2,02 |

#### Urgezes
| Partido                 | Partido                        | Votos | %               | +/-  |
| ----------------------- | ------------------------------ | ----- | --------------- | ---- |
|                         | Partido Socialista             | 1 453 | 45,04 / 100,00  | 2,69 |
|                         | Partido Social Democrata       | 902   | 27,96 / 100,00  | 0,44 |
|                         | CDS – Partido Popular          | 314   | 9,73 / 100,00   | 0,62 |
|                         | Bloco de Esquerda              | 274   | 8,49 / 100,00   | 2,14 |
|                         | Coligação Democrática Unitária | 136   | 4,22 / 100,00   | 1,27 |
|                         | Outros                         | 72    | 2,23 / 100,00   |      |
| Votos Inválidos         | Votos Inválidos                | 75    | 2,32 / 100,00   | 0,38 |
| Total                   | Total                          | 3 226 | 100,00 / 100,00 |      |
| Eleitorado/Participação | Eleitorado/Participação        | 4 757 | 67,82 / 100,00  | 5,61 |

#### Vermil
| Partido                 | Partido                        | Votos | %               | +/-  |
| ----------------------- | ------------------------------ | ----- | --------------- | ---- |
|                         | Partido Socialista             | 300   | 36,06 / 100,00  | 6,23 |
|                         | Partido Social Democrata       | 288   | 34,62 / 100,00  | 8,82 |
|                         | CDS – Partido Popular          | 113   | 12,58 / 100,00  | 1,20 |
|                         | Bloco de Esquerda              | 63    | 7,57 / 100,00   | 3,11 |
|                         | Coligação Democrática Unitária | 28    | 3,37 / 100,00   | 2,08 |
|                         | Outros                         | 18    | 2,16 / 100,00   |      |
| Votos Inválidos         | Votos Inválidos                | 22    | 2,64 / 100,00   | 0,42 |
| Total                   | Total                          | 832   | 100,00 / 100,00 |      |
| Eleitorado/Participação | Eleitorado/Participação        | 1 099 | 75,71 / 100,00  | 2,13 |